# Ямамото, Соитиро
Соитиро Ямамото (яп. 山本 崇一朗 Ямамото Со:итиро:, род. 31 мая 1986 года, Тоносё, префектура Кагава, Япония) — японский мангака. Среди его известных работ: Teasing Master Takagi-san, Fudatsuki no Kyoko-chan, In the Heart of Kunoichi Tsubaki и When Will Ayumu Make His Move?; публикация некоторых из них проходила одновременно.

## Биография
Соитиро Ямамото родился и вырос в посёлке Тоносё, находящимся на острове Сёдо в префектуре Кагава. Выпускник факультета искусств при Киотском университете Сэйка. В сентябре 2011 года включён в список «Достойные упоминания» премии Gessan Newcomer Awards, а в декабре этого же года — в аналогичный список премии Shogakukan Newcomer Comic Awards.
В июне 2013 года Ямамото начал публиковать мангу Teasing Master Takagi-san в журнальном приложении Monthly Shonen Sunday Mini издательства Shogakukan, а в августе — мангу Fudatsuki no Kyoko-chan в журнале Monthly Shonen Sunday этого же издательства. Местом действия Teasing Master Takagi-san стал его родной посёлок. По этой манге впоследствии были выпущены четыре спин-оффа, адаптация в формат аниме-сериала, состоящего из трёх сезонов, дорама и два полнометражных фильма.
В январе 2018 года в журнале Monthly Shonen Sunday издательства Shogakukan началась публикация новой манги Ямамото — In the Heart of Kunoichi Tsubaki. Его следующей работой стала When Will Ayumu Make His Move?, публикация которой началась в марте 2019 года в журнале Weekly Shonen Magazine издательства Kodansha. В 2022 году по обоим произведениям были сняты аниме-сериалы.
В 2023 году Ямамото завершил публикацию сразу трёх серий манг: Teasing Master Takagi-san, In the Heart of Kunoichi Tsubaki и When Will Ayumu Make His Move?. С июля 2024 года в журнале Monthly Shonen Sunday издательства Shogakukan выпускается его новейшая работа Mane Mane Nichi Nichi.

## Художественный стиль
Ямамото создаёт мангу о жизни подростков. Примечательно, что у многих его персонажей широкие лбы, например, у Такаги из Teasing Master Takagi-san и у Кёко Фудацуки из Fudatsuki no Kyoko-chan. В своём официальном аккаунте в «Твиттере» Ямамото публикует иллюстрации персонажей с широкими лбами, среди которых Иори Минасэ из The Idolmaster, Сакура Харуно из «Наруто», Анна Кёяма из манги «Король-шаман», Марибель из Dragon Quest VII, Тэцуо Сима из «Акиры», Хикару Камисаки из «Медалистки», Мику Хацунэ и другие.

## Работы
- Teasing Master Takagi-san (яп. からかい上手の高木さん Каракай дзё:дзу но Такаги-сан) (2013—2023)
  - Ashita wa Doyobi (яп. あしたは土曜日 Асита ва доё:би) (2014—2015)
  - Koi ni Koisuru Yukari-chan (яп. 恋に恋するユカリちゃん Кой ни койсуру Юкари-тян) (2017—2020, иллюстрации: Юма Судзу)[22]
  - Karakai Jozu no (Moto) Takagi-san (яп. からかい上手の（元）高木さん Каракай дзё:дзу но (мото) Такаги-сан) (2017—2024, иллюстрации: Мифуми Инаба)[22]
  - Karakai Jozu (?) no Nishikata-san (яп. からかい上手（？）の西片さん Каракай дзё:дзу (?) но Нисиката-сан) (2023—2024, иллюстрации: Мифуми Инаба)[23]
- Fudatsuki no Kyoko-chan[англ.] (яп. ふだつきのキョーコちゃん Фудацуки но Кё:ко-тян) (2013—2016)
- In the Heart of Kunoichi Tsubaki[англ.] (яп. くノ一ツバキの胸の内 Куноити Цубаки но мунэ но ути) (2018—2023)
- When Will Ayumu Make His Move? (яп. それでも歩は寄せてくる Сорэдэмо Аюму ва ёсэтэкуру) (2019—2023)
- Kaiju no Tokage (яп. 怪獣のトカゲ Кайдзю: но токагэ) (2019—2020, иллюстрации: Камио Фукути)[24][25]
- Mane Mane Nichi Nichi (яп. マネマネにちにち Манэ манэ нити нити) (2024 — наст. время)[26]

## Награды и номинации
| Год  | Награда                 | Результат  | Категория             | Работа                           | Прим.         |
| ---- | ----------------------- | ---------- | --------------------- | -------------------------------- | ------------- |
| 2015 | Next Manga Award        | Номинация  | Лучшая печатная манга | Teasing Master Takagi-san        | [ 27 ]        |
| 2016 | Next Manga Award        | 18-е место | Лучшая печатная манга | Teasing Master Takagi-san        | [ 28 ]        |
| 2017 | Манга тайсё             | 10-е место | Лучшая манга          | Teasing Master Takagi-san        | [ 29 ] [ 30 ] |
| 2020 | Премия манги Shogakukan | Победа     | Лучшая сёнэн-манга    | Teasing Master Takagi-san        | [ 31 ]        |
| 2020 | Next Manga Award        | 3-е место  | Лучшая печатная манга | When Will Ayumu Make His Move?   | [ 32 ]        |
| 2020 | Next Manga Award        | Номинация  | Лучшая печатная манга | In the Heart of Kunoichi Tsubaki | [ 33 ]        |
| 2025 | Next Manga Award        | Номинация  | Лучшая печатная манга | Mane Mane Nichi Nichi            | [ 34 ]        |